# Jerry Rawlings
Jerry John Rawlings, geboren als Jeremiah John Rawlings (Accra, 22 juni 1947 - aldaar, 12 november 2020) was een militaire heerser die hoofd van Ghana is geworden door middel van een staatsgreep. Hij leidde het land gedurende bijna 19 jaar. In het begin van de jaren 90 begon hij een democratiseringsproces. Hij werd tijdens redelijk vrije en correct verlopen verkiezingen nog twee keer tot staatshoofd van Ghana gekozen. Hij was de eerste president van de 4e Republiek.
Rawlings verscheen voor het eerst op het Ghanese politieke toneel op 15 mei 1979, toen hij een groep van jonge luchtmachtofficieren leidde in een opstand. De deelnemers werden gearresteerd en gevangengezet. Hij moest voor de krijgsraad verschijnen en werd veroordeeld tot de doodstraf. Voordat hij geëxecuteerd zou worden, werd hij bevrijd door een andere groep officieren. De AFRC werd gecreëerd nadat er een gewelddadig conflict ontstond tussen de overheid en de opstandelingen. Rawlings leidde een militaire bestuursraad die democratische verkiezingen liet houden in 1980, waarna hij de macht overdroeg aan de gekozen president. Een jaar later echter zette hij deze af in een tweede staatsgreep, waarna zijn militair bestuur duurde tot 1993.
Tijdens de presidentsverkiezingen van 1993, was Rawlings kandidaat voor de NDC. Rawlings heeft de verkiezingen gewonnen met 58,3 procent van de stemmen. Volgens de buitenlandse waarnemers zijn de verkiezingen vrij en eerlijk verlopen. In 1998 werd hij herkozen voor een tweede en laatste termijn.
In 1999 bood president Jerry Rawlings alle Afrikanen in diaspora zijn verontschuldigingen aan voor het Afrikaanse aandeel in de trans-Atlantische slavenhandel. Er kwam een gedenkplaats in de buurt van Fort Elmina, het centrum van de Nederlandse slavenhandel. De regering van Suriname ging niet in op de uitnodiging om deze plechtigheid bij te wonen.
Rawlings overleed op 12 november 2020 in het Korle-Bu Teaching Hospital te Accra.
Jerry Rawlings was half Schots.